# Liste des monuments classés du gouvernorat de Zaghouan
Cette liste des monuments classés du gouvernorat de Zaghouan est une liste des monuments historiques et archéologiques protégés et classés du gouvernorat de Zaghouan établie par l'Institut national du patrimoine de Tunisie.

## Liste
| Identifiant monument | Site                  | Monument | Adresse | Date de classement | Décret           | Coordonnées                       | Illustration                                                                     |                       |
| -------------------- | --------------------- | --- | ------- | ------------------ | ---------------- | --------------------------------- | -------------------------------------------------------------------------------- | --------------------- |
| 22-1                 | Bir Mcherga           | Mausolée situé à mi-chemin entre les bornes kilométriques 37 et 38 de la route de Tunis à Pont-du-Fahs                                                    |         | 16 novembre 1928   | 16 novembre 1928 | à géolocaliser                    | Image manquante Téléverser                                                       | Télécharger une image |
| 22-2                 | Battaria              | Grand édifice byzantin en grand appareil |         | 22 mars 1899       | 22 mars 1899     | à géolocaliser                    | Image manquante Téléverser                                                       | Télécharger une image |
| 22-3                 | Battaria              | Enceinte byzantine sur la colline |         | 22 mars 1899       | 22 mars 1899     | à géolocaliser                    | Image manquante Téléverser                                                       | Télécharger une image |
| 22-4                 | Battaria              | Deux réservoirs |         | 22 mars 1899       | 22 mars 1899     | à géolocaliser                    | Image manquante Téléverser                                                       | Télécharger une image |
| 22-5                 | Battaria              | Mausolée rectangulaire |         | 22 mars 1899       | 22 mars 1899     | à géolocaliser                    | Image manquante Téléverser                                                       | Télécharger une image |
| 22-6                 | Bir Magra             | Temple situé sur la rive droite de l'oued qui traverse la ville antique                                                                                   |         | 13 mars 1912       | 13 mars 1912     | à géolocaliser                    | Image manquante Téléverser                                                       | Télécharger une image |
| 22-7                 | Djebel Oust           | Thermes romains |         | 13 mars 1912       | 13 mars 1912     | 36° 33′ nord, 10° 04′ est         | Image manquante Téléverser                                                       | Télécharger une image |
| 22-8                 | Ain Jougar            | Petit temple des eaux consacré, semble-t-il, sous Hadrien, à Isis ou à Junon Reine, réparé sous Gordien III, et transformé en fortin à l'époque byzantine |         | 24 mars 1892       | 24 mars 1892     | à géolocaliser                    | Image manquante Téléverser                                                       | Télécharger une image |
| 22-9                 | Ksar Soudane          | Temple indéterminé |         | 13 mars 1912       | 13 mars 1912     | à géolocaliser                    | Image manquante Téléverser                                                       | Télécharger une image |
| 22-10                | Ksar Mahloul          | Les deux tombes romaines |         | 13 mars 1912       | 13 mars 1912     | à géolocaliser                    | Image manquante Téléverser                                                       | Télécharger une image |
| 22-11                | Zaghouan              | Aqueduc de Zaghouan à Carthage |         | 16 novembre 1928   | 16 novembre 1928 | 36° 36′ 58″ nord, 10° 08′ 03″ est | Aqueduc de Zaghouan à Carthage                                                   | Télécharger une image |
| 22-12                | Zaghouan              | Porte romaine |         | 8 juin 1891        | 8 juin 1891      | 36° 23′ 56″ nord, 10° 09′ 00″ est | Porte romaine                                                                    | Télécharger une image |
| 22-13                | Zaghouan              | Nymphée d'El Aïn Kasba |         | 8 juin 1891        | 8 juin 1891      | 36° 23′ 14″ nord, 10° 07′ 52″ est | Nymphée d'El Aïn Kasba                                                           | Télécharger une image |
| 22-14                | Henchir Faouera       | Temple tétrastyle |         | 22 mars 1899       | 22 mars 1899     | à géolocaliser                    | Image manquante Téléverser                                                       | Télécharger une image |
| 22-15                | Henchir Kasbat        | Porte à trois baies, voisine du temple de Tanit |         | 3 mai 1920         | 3 mai 1920       | à géolocaliser                    | Porte à trois baies, voisine du temple de Tanit                                  | Télécharger une image |
| 22-16                | Henchir Kasbat        | Édifice rectangulaire à galerie et à niches au nord-ouest de l'amphithéâtre                                                                               |         | 3 mai 1920         | 3 mai 1920       | à géolocaliser                    | Image manquante Téléverser                                                       | Télécharger une image |
| 22-17                | Henchir Kasbat        | Thermes présumés |         | 24 mars 1892       | 24 mars 1892     | à géolocaliser                    | Image manquante Téléverser                                                       | Télécharger une image |
| 22-18                | Henchir Kasbat        | Maisons situées au Nord et à l'Ouest des thermes d'hiver                                                                                                  |         | 16 novembre 1928   | 16 novembre 1928 | à géolocaliser                    | Image manquante Téléverser                                                       | Télécharger une image |
| 22-19                | Henchir Kasbat        | Maisons situées au Sud-Est du temple de la Paix |         | 16 novembre 1928   | 16 novembre 1928 | à géolocaliser                    | Image manquante Téléverser                                                       | Télécharger une image |
| 22-20                | Henchir Kasbat        | Maisons de basse époque situées à l'Est du Capitole et du forum                                                                                           |         | 16 novembre 1928   | 16 novembre 1928 | à géolocaliser                    | Image manquante Téléverser                                                       | Télécharger une image |
| 22-21                | Henchir Kasbat        | Maisons romaines situées à l'ouest du temple de Mercure                                                                                                   |         | 25 janvier 1922    | 25 janvier 1922  | à géolocaliser                    | Image manquante Téléverser                                                       | Télécharger une image |
| 22-22                | Henchir Kasbat        | Forum et ses annexes |         | 3 mars 1915        | 3 mars 1915      | 36° 24′ 07″ nord, 9° 54′ 14″ est  | Forum et ses annexes                                                             | Télécharger une image |
| 22-23                | Henchir Kasbat        | Macellum (marché) |         | 3 mai 1920         | 3 mai 1920       | 36° 24′ 05″ nord, 9° 54′ 15″ est  | Macellum (marché)                                                                | Télécharger une image |
| 22-24                | Henchir Kasbat        | Citernes romaines |         | 3 mai 1920         | 3 mai 1920       | à géolocaliser                    | Citernes romaines                                                                | Télécharger une image |
| 22-25                | Henchir Kasbat        | Petit sanctuaire à portique au sud-est des thermes d'été                                                                                                  |         | 3 mai 1920         | 3 mai 1920       | 36° 24′ 01″ nord, 9° 54′ 17″ est  | Petit sanctuaire à portique au sud-est des thermes d'été                         | Télécharger une image |
| 22-26                | Henchir Kasbat        | Thermes d’hiver |         | 3 mai 1920         | 3 mai 1920       | 36° 24′ 03″ nord, 9° 54′ 17″ est  | Thermes d’hiver                                                                  | Télécharger une image |
| 22-27                | Henchir Kasbat        | Thermes d’été |         | 3 mai 1920         | 3 mai 1920       | 36° 24′ 02″ nord, 9° 54′ 13″ est  | Thermes d’été                                                                    | Télécharger une image |
| 22-28                | Henchir Kasbat        | Portique des Petronii |         | 3 mai 1920         | 3 mai 1920       | 36° 24′ 02″ nord, 9° 54′ 14″ est  | Portique des Petronii                                                            | Télécharger une image |
| 22-29                | Henchir Kasbat        | Pieds droits de la porte minée du Sud |         | 24 mars 1892       | 24 mars 1892     | à géolocaliser                    | Pieds droits de la porte minée du Sud                                            | Télécharger une image |
| 22-30                | Henchir Kasbat        | Pieds droits de la porte minée de l'Est |         | 24 mars 1892       | 24 mars 1892     | à géolocaliser                    | Pieds droits de la porte minée de l'Est                                          | Télécharger une image |
| 22-31                | Henchir Kasbat        | Pieds droits de la porte minée du Nord |         | 24 mars 1892       | 24 mars 1892     | à géolocaliser                    | Pieds droits de la porte minée du Nord                                           | Télécharger une image |
| 22-32                | Henchir Kasbat        | Temple de la Paix |         | 16 novembre 1928   | 16 novembre 1928 | 36° 24′ 07″ nord, 9° 54′ 16″ est  | Temple de la Paix                                                                | Télécharger une image |
| 22-33                | Henchir Kasbat        | Maisons romaines situées au Nord du Capitole |         | 16 novembre 1928   | 16 novembre 1928 | à géolocaliser                    | Maisons romaines situées au Nord du Capitole                                     | Télécharger une image |
| 22-34                | Henchir Kasbat        | Temple de Tanit transformé en basilique chrétienne |         | 3 mars 1915        | 3 mars 1915      | 36° 24′ 01″ nord, 9° 54′ 16″ est  | Temple de Tanit transformé en basilique chrétienne                               | Télécharger une image |
| 22-35                | Henchir Kasbat        | Temple de Saturne |         | 3 mars 1915        | 3 mars 1915      | 36° 24′ 03″ nord, 9° 54′ 27″ est  | Temple de Saturne                                                                | Télécharger une image |
| 22-36                | Henchir Kasbat        | Subsructions d'un grand temple consacré sous Marc Aurèle, probablement à Mercure                                                                          |         | 24 mars 1892       | 24 mars 1892     | 36° 24′ 06″ nord, 9° 54′ 14″ est  | Subsructions d'un grand temple consacré sous Marc Aurèle, probablement à Mercure | Télécharger une image |
| 22-37                | Henchir Kasbat        | Amphithéâtre |         | 24 mars 1892       | 24 mars 1892     | 36° 23′ 53″ nord, 9° 54′ 20″ est  | Amphithéâtre                                                                     | Télécharger une image |
| 22-38                | Henchir Kasbat        | Maison à trifolium située à 75 mètres au Sud-Ouest des thermes d'été                                                                                      |         | 16 novembre 1928   | 16 novembre 1928 | à géolocaliser                    | Image manquante Téléverser                                                       | Télécharger une image |
| 22-39                | Henchir Oum el-Abouab | Fort byzantin |         | 13 mars 1912       | 13 mars 1912     | à géolocaliser                    | Image manquante Téléverser                                                       | Télécharger une image |
| 22-40                | Henchir Oum el-Abouab | Fortin hexagonal au lieu-dit Bir-el-Assa, à 1 600 mètres au nord des ruines de Seressita                                                                  |         | 13 mars 1912       | 13 mars 1912     | à géolocaliser                    | Image manquante Téléverser                                                       | Télécharger une image |
| 22-41                | Henchir Oum el-Abouab | Mausolée |         | 13 mars 1912       | 13 mars 1912     | à géolocaliser                    | Image manquante Téléverser                                                       | Télécharger une image |
| 22-42                | Henchir Oum el-Abouab | Basilique chrétienne |         | 3 mars 1915        | 3 mars 1915      | à géolocaliser                    | Image manquante Téléverser                                                       | Télécharger une image |
| 22-43                | Henchir Oum el-Abouab | Théâtre |         | 13 mars 1912       | 13 mars 1912     | à géolocaliser                    | Image manquante Téléverser                                                       | Télécharger une image |
| 22-44                | Henchir Oum el-Abouab | Temple |         | 13 mars 1912       | 13 mars 1912     | 36° 10′ 02″ nord, 9° 46′ 25″ est  | Temple                                                                           | Télécharger une image |
| 22-45                | Henchir Oum el-Abouab | Quatre arcs de triomphe |         | 13 mars 1912       | 13 mars 1912     | à géolocaliser                    | Quatre arcs de triomphe                                                          | Télécharger une image |
| 22-46                | Henchir Oum el-Abouab | Amphithéâtre |         | 13 mars 1912       | 13 mars 1912     | à géolocaliser                    | Image manquante Téléverser                                                       | Télécharger une image |
| 22-47                | Henchir Harat         | Thermes |         | 8 juin 1891        | 8 juin 1891      | à géolocaliser                    | Thermes                                                                          | Télécharger une image |
| 22-49                | Henchir Harat         | Autre église dont il existe l'abside |         | 8 juin 1891        | 8 juin 1891      | à géolocaliser                    | Autre église dont il existe l'abside                                             | Télécharger une image |
| 22-50                | Henchir Harat         | Église adossée au temple |         | 8 juin 1891        | 8 juin 1891      | à géolocaliser                    | Image manquante Téléverser                                                       | Télécharger une image |
| 22-51                | Henchir Harat         | Temple |         | 8 juin 1891        | 8 juin 1891      | à géolocaliser                    | Temple                                                                           | Télécharger une image |
| 22-52                | Henchir Souar         | Temple du Capitole |         | 13 mars 1912       | 13 mars 1912     | à géolocaliser                    | Image manquante Téléverser                                                       | Télécharger une image |
| 22-53                | Henchir Fragha        | Fort byzantin |         | 22 mars 1899       | 22 mars 1899     | à géolocaliser                    | Image manquante Téléverser                                                       | Télécharger une image |
| 22-54                | Sidi Medien           | Mausolées (dont 2 bien conservés) qui bordent une voie antique                                                                                            |         | 23 décembre 1891   | 23 décembre 1891 | à géolocaliser                    | Mausolées (dont 2 bien conservés) qui bordent une voie antique                   | Télécharger une image |
| 22-55                | Sidi Medien           | Voûte de la prise d'eau |         | 23 décembre 1891   | 23 décembre 1891 | à géolocaliser                    | Image manquante Téléverser                                                       | Télécharger une image |
| 22-56                | Zriba                 | Masjed Zriba Olia |         | 21 janvier 2021    | 21 janvier 2021  | à géolocaliser                    | Masjed Zriba Olia                                                                | Télécharger une image |
| 22-57                | Béni Darraj           | Édifice dit Palais Bourguiba |         | 26 décembre 2022   | 26 décembre 2022 | à géolocaliser                    | Image manquante Téléverser                                                       | Télécharger une image |